# Phân thớ véctơ

Dải Mobius (mở rộng vô hạn) là một phân thớ đường trên đường tròn S^{1}. Trong một lân cận địa phương tại mọi điểm của S^{1}, nó đồng phôi với U×R (trong đó U là một cung mở chứa điểm đó), nhưng toàn thể phân thớ khác với S^{1}×R (i.e. hình trụ).

Trong toán học, phân thớ véctơ là phân thớ mà mỗi thớ là một không gian véctơ.
Đây là một cấu trúc tôpô thể hiện ý tưởng về một họ các không gian vectơ được tham số hóa bởi một không gian X (X có thể là một không gian tôpô, một đa tạp (vi phân) hoặc một đa tạp đại số). Với mỗi điểm x trên không gian X ta gán một không gian vectơ V(x) (được gọi là thớ tại điểm x) sao cho các không gian vectơ này xếp cạnh nhau để tạo thành một không gian cùng loại với X (e.g. một không gian tôpô, một đa tạp hoặc một đa tạp đại số). Không gian này được gọi là một phân thớ véctơ nằm trên X.
Ví dụ đơn giản nhất là trường hợp họ không gian véctơ không đổi, nghĩa là có một không gian vectơ cố định V sao cho V(x) = V với mọi x thuộc X, và các bản sao này khớp với nhau một cách đơn giản để tạo thành phân thớ véctơ X×V trên X. Các phân thớ vectơ như vậy được gọi là tầm thường. Một ví dụ phức tạp hơn (và điển hình hơn) là các phân thớ tiếp tuyến của đa tạp trơn (hoặc khả vi): với mỗi điểm của một đa tạp như vậy, chúng ta gắn không gian tiếp tuyến với đa tạp tại điểm đó. Các phân thớ tiếp tuyến nói chung là không tầm thường. Ví dụ, phân thớ tiếp tuyến của hình cầu là không tầm thường bởi định lý quả bóng nhiều lông. Nếu phân thớ tiếp tuyến của một đa tạp là tầm thường, đa tạp đó được gọi là một đa tạp song song.
Các phân thớ véctơ hầu như thường được yêu cầu là tầm phường địa phương. Ngoài ra, các không gian vectơ thường được yêu cầu là nằm trên trường số thực hoặc số phức, và phân thớ vectơ được gọi là phân thớ vectơ thực hoặc phức (tương ứng). Một phân thớ véctơ phức có thể được xem như là một phân thớ véctơ thực với một cấu trúc bổ sung.

## Định nghĩa
Một phân thớ véc tơ thực bao gồm:
1. hai không gian tôpô X (không gian đáy) và E (không gian toàn thể)
2. một toàn ánh liên tục: {\displaystyle \pi :E\rightarrow X} (phép chiếu phân thớ)
3. với mỗi x thuộc X, một cấu trúc không gian vectơ thực với chiều hữu hạn cho thớ π−1({x})

sao cho điều kiện tương thích sau đây được thỏa mãn: với mọi điểm p thuộc X, tồn tại một lân cận mở U ⊆ X chứa p, một số tự nhiên k và một phép đồng phôi
{\displaystyle \varphi \colon U\times \mathbf {R} ^{k}\to \pi ^{-1}(U)}
sao cho với mọi x ∈ U,
- {\displaystyle (\pi \circ \varphi )(x,v)=x} với mọi vectơ v trong Rk
- ánh xạ {\displaystyle v\mapsto \varphi (x,v)} là một đẳng cấu tuyến tính giữa các không gian vectơ Rk và π−1({x}).

Lân cận mở U cùng với phép đồng phôi {\displaystyle \varphi } được gọi là một tầm thường hóa địa phương của phân thớ véctơ. Trên các lân cận mở tầm thường hóa, ánh xạ π là phép chiếu từ U×Rk xuống U.
Một nhát cắt là một ánh xạ liên tục {\displaystyle s:X\rightarrow E} sao cho {\displaystyle \pi \circ s=\mathrm {id} _{X}} (nói cách khác, một nhát cắt được nâng lên từ hàm đồng nhất). Các nhát cắt tạo thành một bó trên {\displaystyle X}, gọi là bó các nhát cắt của {\displaystyle E\rightarrow X}.

## Ví dụ
Một nhát cắt trên phân thớ tiếp tuyến {\displaystyle TX\rightarrow X} cũng là một trường véc tơ {\displaystyle V\in {\mathfrak {X}}(X)}.

## Các phép toán
Hầu hết các phép toán trên các không gian véc-tơ có thể được mở rộng cho các phân thớ véc-tơ bằng cách áp dụng cho từng thớ, với lưu ý về điều kiện tầm thường hóa địa phương..
- Với mỗi phân thớ véc-tơ {\displaystyle E}, ta có một phân thớ đối ngẫu {\displaystyle E^{\vee }\to X}. Thớ {\displaystyle E_{x}^{\vee }=(E_{x})^{\vee }}.
- Tổng Whitney hay tổng trực tiếp {\displaystyle E\oplus F} của hai phân thớ {\displaystyle E} và {\displaystyle F}. Thớ {\displaystyle (E\oplus F)_{x}=E_{x}\oplus F_{x}}.
- Tích ten-xơ {\displaystyle E\otimes F} của hai phân thớ {\displaystyle E} và {\displaystyle F}. Thớ {\displaystyle (E\otimes F)_{x}=E_{x}\otimes F_{x}}.
- Phân thớ hom {\displaystyle \mathrm {Hom} (E,F)} của hai phân thớ {\displaystyle E} và {\displaystyle F}. Thớ {\displaystyle \mathrm {Hom} (E,F)_{x}=\mathrm {Hom} (E_{x},F_{x})}.

Các hàm tử đối ngẫu, tổng trực tiếp, tích ten-xơ, hom trong phạm trù các không gian véc-tơ đều là các hàm tử trơn. Điều đó giải thích vì sao ta có thể mở rộng chúng cho các phân thớ véc-tơ. Không phải hàm tử nào cũng là hàm tử trơn.
Phân thớ pull-back (hay còn được gọi là phân thớ ảnh ngược). Cho một phân thớ E → Y và một ánh xạ liên tục f: X → Y, ta có thể định nghĩa phân thớ pull-back f*E trên X. Thớ của nó tại điểm x ∈ X chính là thớ của E tại f(x) ∈ Y.